# Masako
Císařovna Masako, rozená Masako Owada (* 9. prosince 1963 Tokio) je manželkou japonského císaře Naruhita.
Dlouhodobě trpí depresemi, a neúčastní se proto veřejného života.

## Život
Princezna Masako pochází z diplomatické rodiny. Vystudovala Harvardovu, Oxfordskou a Tokijskou univerzitu.
Dvakrát odmítla nabídku k sňatku ze strany prince Naruhita, protože nechtěla přijít o svou rozjíždějící se diplomatickou kariéru i svou nezávislost. Když ji v prosinci 1992 požádal o ruku potřetí, nakonec svolila. Dne 9. června 1993 se vzali. Po svatbě s japonským princem ztratila Masako volební právo a má zakázáno vyjadřovat se k politickým otázkám.
Masako poté provázelo silné očekávání, že princi porodí mužského dědice. Těhotenství, kterého se dočkala až šest let po svatbě, však skončilo potratem. Znovu otěhotněla o dva roky později, dne 1. prosince 2001 porodila princeznu Aiko.
V Japonsku se proto uvažovalo o změně zákona o nástupnictví, díky které by se Aiko stala následnicí trůnu. Roku 2006 se však Naruhitovu mladšímu bratrovi Akišinovi narodil chlapec Hisahito, který se tak po obou bratrech stal třetím v pořadí následnictví japonského Chryzantémového trůnu.
Princeznu Masako dlouhodobě sužují deprese, a nevystupuje proto na veřejnosti. V roce 2014 se tak stalo poprvé po 11 letech.
Po nástupu manžela na císařský trůn 1. května 2019 se stala japonskou císařovnou.

## Vyznamenání

### Japonská vyznamenání
- Řád drahocenné koruny I. třídy
- Dáma Odznaku Červeného kříže
- Medaile Červeného kříže

### Zahraniční vyznamenání
- velkokříž Řádu prince Jindřicha – Portugalsko, 2. prosince 1992[3]
- velká čestná dekorace ve zlatě na stuze Čestného odznaku Za zásluhy o Rakouskou republiku – Rakousko, 1999[4]
- velkokříž Záslužného řádu Maďarské republiky – Maďarsko, 10. dubna 2000
- velkokříž Řádu svatého Olafa – Norsko, 26. března 2001
- dáma velkokříže Řádu Isabely Katolické – Španělsko, 8. listopadu 2008[5]
- čestný velkokomtur Řádu obránce říše – Malajsie, 2012
- velkokříž Řádu koruny – Nizozemsko, 29. října 2014
- dáma velkokríže Řádu královny Sālote Tupou III. – Tonga, 4. července 2015
- Korunovační medaile krále Tupou VI. – Tonga, 4. července 2015
- velkokříž Řádu Leopoldova – Belgie, 10. října 2016
- dáma Nassavského domácího řádu zlatého lva – Lucembursko, 27. listopadu 2017
- velkokříž Řádu Spasitele – Řecko